# Macrodactylus surianus
Macrodactylus surianus är en skalbaggsart som beskrevs av Arce-pérez och Moron 2000. Macrodactylus surianus ingår i släktet Macrodactylus och familjen Melolonthidae. Inga underarter finns listade i Catalogue of Life.